# Desfontainia
Desfontainia, biljni rod iz porodice Columelliaceae, dio reda brunijolike. Pripada mu tri vrste raširene od Kostarike na jug do Argentine i Čilea.

## Vrste
1. Desfontainia fulgens D.Don
2. Desfontainia spinosa Ruiz & Pav.
3. Desfontainia splendens Bonpl.

## Sinonimi
- Linkia Pers.